# Li Č’
Li Č’ (čínsky pchin-jinem Lǐ Zhì, znaky zjednodušené 李贽, tradiční 李贄; 23. listopadu 1527 – 6. května 1602) byl čínský filozof, historik a spisovatel pozdní mingské Číny.

## Jména
Li Č’ používal zdvořilostní jméno Čuo-wu (čínsky pchin-jinem Zhuówú, znaky 卓吾).

## Život
Narodil se v Ťin-ťiangu v provincii Fu-ťien, roku 1552 složil provinční, ale nikoliv už metropolitní zkoušky a získal proto pouze nevýznamné úřednické místo; státní službu opustil roku 1580 z postu prefekta v Jün-nanu.
Jeho filozofie je variantou neokonfucianismu, byl populární a mnohdy kontroverzní. Silně jej ovlivnila filozofie Wang Jang-minga v podání tchajčouské školy. Učil mravnímu relativismu podle kterého by se každý člověk měl řídit vlastními představami o dobru či zlu, v kontrastu s převládající čínskou filozofickou tradicí kladoucí důraz na potřebu harmonie celku a z toho plynoucí nutnosti přizpůsobení jednotlivce okolí. Popíral, že by ženy stály níže než muži. Nakonec byl obviněn ze šíření „nebezpečných idejí“ a spolu s dalšími obviněnými uvězněn. Ve vězení roku 1602 spáchal sebevraždu.